# Portugal op het Eurovisiesongfestival 2010
Portugal nam deel aan het Eurovisiesongfestival 2010 in Oslo. Het was de 44e deelname van het land. De RTP was verantwoordelijk voor het kiezen van de deelnemer.

## Selectieprocedure
De af te vaardigen deelnemer is degene die het Festival da Canção van dat jaar wint. Uiteindelijk won Filipa Azevedo. Er deden 30 liedjes mee. Azevedo zou meedoen met het nummer Há Dias Assim.

## Op het Eurovisiesongfestival
Filipa Azevedo moest deelnemen aan de eerste halve finale. Daar werd ze vierde, met 89 punten. In de grote finale kreeg Portugal maar 43 punten, en eindigde achttiende. Uiteindelijk won Duitsland het festival.
1964 · 1965 · 1966 · 1967 · 1968 · 1969 · 1970 · 1971 · 1972 · 1973 · 1974 · 1975 · 1976 · 1977 · 1978 · 1979 · 1980 · 1981 · 1982 · 1983 · 1984 · 1985 · 1986 · 1987 · 1988 · 1989 · 1990 · 1991 · 1992 · 1993 · 1994 · 1995 · 1996 · 1997 · 1998 · 1999 · 2000 · 2001 · 2002 · 2003 · 2004 · 2005 · 2006 · 2007 · 2008 · 2009 · 2010 · 2011 · 2012 · 2013 · 2014 · 2015 · 2016 · 2017 · 2018 · 2019 · 2020 · 2021 · 2022 · 2023 · 2024 · 2025
Albanië · Armenië · Azerbeidzjan · België · Bosnië en Herzegovina · Bulgarije · Cyprus · Denemarken · Duitsland · Estland · Finland · Frankrijk · Georgië · Griekenland · Ierland · IJsland · Israël · Kroatië · Letland · Litouwen · Macedonië · Malta · Moldavië · Nederland · Noorwegen · Oekraïne · Polen · Portugal · Roemenië · Rusland · Servië · Slovenië · Slowakije · Spanje · Turkije · Verenigd Koninkrijk · Wit-Rusland · Zweden · Zwitserland